# نو مين وو
نو مين وو هو ممثل كوري جنوبي ولد في 29 مايو 1986.